# Ольга і Костянтин
«Ольга і Костянтин» (рос. «Ольга и Константин») — радянський художній фільм 1984 року.

## Сюжет
Життєрадісний і товариський Костянтин Гогуадзе їхав із Сибіру в Грузію і на одному з полустанків побачив жінку. Вийшов з вагона і залишився на пероні. Поїзд рушив, попутники, які від'їжджали — здивувалися, а Костянтин отримав запрошення в гості…

## У ролях
- Світлана Крючкова —  Ольга Морозова
- Вахтанг Кікабідзе —  Костянтин Сергійович Гогуадзе, шофер
- Михайло Глузський —  Павло Єгорович, голова колгоспу
- Ніна Усатова —  Настя Тихомирова, працівниця колгоспної ферми, подруга Ольги
- Абессалом Лорія —  Карло Іраклійович Гогуадзе
- Ольга Волкова —  Сіма, продавчиня, подруга Ольги
- Ніна Семенова —  Віра
- Тетяна Бєдова —  телефоністка, працівниця сільської пошти
- Віктор Павлов — Микола Морозов, колишній чоловік Ольги
- Тетяна Говорова —  Ніна, нова дружина колишнього чоловіка Ольги
- Андрій Дударенко —  завідувач колгоспним гаражем
- Костянтин Башкатов —  Володя Морозов, син Ольги
- Борис Аракелов —  Семен Журавльов, колгоспник
- Анатолій Рудаков —  працівник колгоспного гаража
- Віктор Смирнов —  Міша, колгоспний шофер
- Володимир Труханов —  колгоспник
- Володимир Юр'єв —  колгоспний шофер
- Аркадій Шалолашвілі —  Гіві
- Мзія Квірікашвілі —  Русіко
- Світлана Тормахова —  подруга Ольги

## Знімальна група
- Автор сценарію: Артур Макаров
- Режисер: Євген Мезенцев
- Оператор: Едуард Розовський
- Художниця: Лариса Шилова
- Композитор: Ісаак Шварц
- Звук: Аліакпер Гасан-заде